# Ноел Роза
Ное́л ді Маде́йрус Ро́за (порт. Noel de Medeiros Rosa; 11 грудня 1910 — 4 травня 1937) — бразильський автор пісень, співак, композитор та музикант. Це один з найвідоміших поп-співаків Бразилії та автор нового стилю самби, що поєднував цей оригінально африканський стиль з більш міською лексикою та соціальною іронією.
Ноел Роза народився в Ріо-де-Жанейро в родині середнього класу, що мешкала в районі Віла-Ізабел. У дитинстві з ним трапився нещасний випадок, що спотворив його підборіддя на все життя. Ще підлітком він навчився грати на бандоліні та гітарі. Хоча він почав навчатися медицині, але приділяв більше уваги музиці та проводив багато часу граючи самбу. Разом з Брагінья і Алміранті Ноел сформував музичний гурт «Bando de Tangarás». Скоро після цього він сам почав писати самбу, його великим успіхом стала пісня «Com que roupa?», один з найбільших хітів року та початок серії успішних композицій.
На початку 1930-их років Ноел Роза захворів на туберкульоз. Він кілька разів виїжджав на лікування в гори, але завжди швидко повертався до Ріо. У 1934 році він одружився з Ліндаурою Мартінс, сімнадцятирічною сусідкою, проте мав багато позашлюбних стосунків. Він багато палив, що шкідливо впливало на розвиток туберкульозу. Наприкінці 1930-их років його здоров'я погіршилося і він помер у 1937 році, у віці 26 років.

## Композиції
Ноель Роза написав близько 250 композицій, у тому числі:
- «A.E.I.O.U.» (з Ламартіном Бабо, 1931)
- «Até amanhã» (1932)
- «Cem mil réis» (з Вадіку, 1936)
- «Com que roupa?» (1929)
- «Conversa de botequim» (з Вадіку, 1935)
- «Coração» (1932)
- «Cor de cinza» (1933)
- «Dama do cabaré» (1934)
- «De babado» (з Жуаном Міна, 1936)
- «É bom parar» (з Рубенсом Соарісом, 1936)
- «Feitiço da Vila» (з Вадіку, 1936)
- «Feitio de oração» (з Вадіку, 1933)
- «Filosofia» (з Андре Філью, 1933)
- «Fita amarela» (1932)
- «Gago apaixonado» (1930)
- «João Ninguém» (1935)
- «Minha viola» (1929)
- «Mulher indigesta»
- «Não tem tradução» (1933)
- «O orvalho vem caindo» (з Кідом Пепе, 1933)
- «O X do problema» (1936)
- «Palpite infeliz» (1935)
- «Para me livrar do mal» (з Ісмаелем Сілва, 1932)
- «Pastorinhas» (з Брагінья, 1934)
- «Pela décima vez» (1935)
- «Pierrô apaixonado» (з Ейтором дус Празеріс, 1935)
- «Positivismo» (з Орестісом Барбоза, 1933)
- «Pra que mentir» (з Вадіку, 1937)
- «Provei» (with Vadico, 1936)
- "Quando o samba acabou (1933)
- «Quem dá mais?» (1930)
- «Quem ri melhor» (1936)
- «São coisas nossas» (1936)
- «Tarzan, o filho do alfaiate» (1936)
- «Três apitos» (1933)
- «Último desejo» (1937)
- «Você só…mente» (з Еліу Роза, 1933)
- «Mama de farinha» (з Еліу Роза, 1943)

## Книги
- No Tempo de Noel Rosa. (Almirante)
- Noel Rosa: Uma Biografia. (João Máximo e Carlos Didier)
- Noel Rosa: Língua e Estilo (Castellar de Carvalho e Antonio Martins de Araujo)
- Songbook Noel Rosa 1, 2 e 3 (Almir Chediak)
- Noel Rosa: Para Ler e Ouvir (Eduardo Alcantara de Vasconcellos
- O Jovem Noel Rosa (Guca Domenico)
- O Estudante do Coração (Luis Carlos de Morais Junior)